# Амт-Нойгаус
Амт-Нойгаус (нім. Amt Neuhaus) — сільська громада в Німеччині, розташована в землі Нижня Саксонія. Входить до складу району Люнебург.
Площа — 237,16 км2. Населення становить 5074 ос. (станом на 31 грудня 2021).